# Александров, Георгий Сергеевич
Георгий Сергеевич Александров (1899 — ?) — советский хозяйственный, государственный и политический деятель.

## Биография
Родился в 1899 году в селе Коробово. Член РКП(б) с 1919 года.
В 1910—1946 гг. — ученик в сапожной мастерской Трушкина, рабочий на обувной фабрике Столкинда, на обувной фабрике Менделя, сапожник мастерской Островского волисполкома, участник Гражданской войны (1919), политрук, военком особого отряда, в Управлении войск ВЧК, секретарь Островского волкома Подольского уезда (1922), председатель волисполкома (1924), старший инструктор Подольчкого уисполкома (1925), председатель Москожкредита (1928), заведующий отделом кадров, секретарь парткома ЦК профсоюза работников союза медицинских работников (1929-1930), студент Московского областного комвузва им. Кагановича (1930-1932), заместитель по политической части Управления пожарной охраны Москвы, секретарь парткома шахты Мосметростроя (1934), первый секретарь Сасовского райкома ВКП(б).
Избирался депутатом Верховного Совета СССР 1-го созыва.